# Mossaträsk
Mossaträsk este o arie protejată (arie specială de conservare — SAC, sit de importanță comunitară — SCI, arie de protecție specială avifaunistică — SPA) din Suedia întinsă pe o suprafață de 900,4 ha, integral pe uscat.

## Localizare
Centrul sitului Mossaträsk este situat la coordonatele 63°50′04″N 17°18′11″E / 63.8345°N 17.3031°E.

## Înființare
Situl Mossaträsk a fost declarat sit de importanță comunitară în ianuarie 1998 pentru a proteja 15 specii de animale. Alte tipuri de protecție:
- arie de protecție specială avifaunistică (în iulie 2000)[2]
- arie specială de conservare (în martie 2011)[1][3][4]

## Biodiversitate
Situată în ecoregiunea boreală, aria protejată conține 6 habitate naturale: Mlaștini turboase de tranziție și turbării mișcătoare, Turbării Aapa, Lacuri și iazuri distrofice naturale, Păduri caducifoliate de mlaștină fino-scandinave, Mlaștini împădurite, Taiga vestică.
La baza desemnării sitului se află mai multe specii protejate de  păsări (15): minunița (Aegolius funereus), gâscă de semănătură (Anser fabalis), becațină comună (Gallinago gallinago), cocor (Grus grus), prundaș de nămol (Limicola falcinellus), becațină mică (Lymnocryptes minimus), Numenius phaeopus, bătăuș (Philomachus pugnax), ploier auriu (Pluvialis apricaria), corcodel-urechiat (Podiceps auritus), cocoșul de mesteacăn (Tetrao tetrix tetrix),  cocoș de munte (Tetrao urogallus), fluierar de mlaștină (Tringa glareola), fluierar cu picioare verzi (Tringa nebularia), nagâț (Vanellus vanellus).